# Redberry n.º 435
Redberry n.º 435 es un municipio rural canadiense situado en la provincia de Saskatchewan.

## Superficie
Redberry n.º 435 tiene una superficie de 1003,09 km².

## Demografía
En 2021, tenía 372 habitantes, una densidad poblacional de 0,4 hab./km², y 184 viviendas.